# Stadspolder (Groningen)
De Stadspolder is een polder en voormalig waterschap in de gemeente Oldambt in het oosten van de Nederlandse provincie Groningen.
De in 1740 aangelegde polder ligt ten noorden van Drieborg en wordt omgeven door de Stadspolderdijk in het noorden en oosten (langs de Westerwoldse Aa), de Middendijk in het zuiden en de Vleugeldijk in het westen. Het molen van de polder sloeg, via de Stadspolderzijl, uit op de Westerwoldse Aa en stond in de noordoost hoek van de polder, ongeveer 1 km zuidelijk van Nieuwe Statenzijl. De polder wordt tegenwoordig beheerd door Hunze en Aa's.
Een eigen kerspel is Stadspolder nooit geworden, al was er wel ruimte voor een eigen kerk en kerkhof gereserveerd. Het bleef bij Nieuw-Beerta horen. Wel onderhielden de boeren een tijdlang een eigen schooltje, dat wordt genoemd in 1816. Toen de onderwijzer op leeftijd kwam, sloot het schooltje wegens gebrek aan leerlingen in 1851 zijn deuren.
De Stadspolder is een van de Dollardpolders. De bodem bestaat uit zeeklei, de grond is uitermate geschikt voor akkerbouw.
Waterstaatkundig gezien ligt het gebied sinds 2000 binnen dat van het waterschap Hunze en Aa's.

## Reiderwolderpolder en Nieuwe Statenzijl
In 1874 werd ten noorden van de Stadspolder de tweede afdeling van de Reiderwolderpolder aangelegd. Ook dit was in zijn geheel in eigendom bij de stad en werd - hoewel het bestuurlijk er niet toe behoorde - ook gezien als deel van de Stadspolder.
In de Reiderwolderpolder ontstond tevens een nieuwe nederzetting bij de zeesluis, die Nieuwe Statenzijl werd genoemd.

## Naam
De naam verwijst naar de stad Groningen, die hier vanaf het begin van de 17e eeuw kwelders en aanwasrechten wist te verwerven. Op deze stadsgronden werd in 1696 de Kroonpolder aangelegd. In 1740 volgde de Stadspolder en in 1874 de Reiderwolderpolder (tweede afdeling).